# Inibina
Le inibine sono glicoproteine sintetizzate dalla granulosa e dalla teca ovarica, ovvero dalle cellule testicolari del Sertoli.

## Storia
Il termine inibina viene usato per la prima volta nella letteratura scientifica nel 1932 da D. Roy McCullagh il quale ipotizzò che un ormone presente negli estratti testicolari, nell'urina e nel sangue impedisse l'ipertrofia e l'iperplasia dell'ipofisi nei ratti, mentre la distruzione della pareti dei tubuli seminiferi avesse l'effetto opposto.
Ma furono Mottram e Cramer, nel 1923, i primi a scoprire un fattore solubile secreto dai testicoli che regolava la funzione ipofisiaria. Dimostrarono infatti che i ratti sviluppavano ipertrofia ipofisiaria e obesità dopo l'irradiazione dei testicoli. Quasi 60 anni dopo, l'inibina fu identificata nel liquido follicolare da Neena Schwartz e Cordelia Channing negli Stati Uniti e da David de Kretser in Australia.
La molecola venne isolata e caratterizzata nel 1985 da un team diretto da de Kretser, Wylie Vale, Roger Guillemin e Hisayuki Matsuo. La molecola venne isolata dal fluido follicolare bovino e suino, grazie alla sua capacità di sopprimere l'FSH. Successivamente è stata isolata anche dal fluido follicolare ovino.
La scoperta e l'isolamento dell'inibina coincisero con l'avvento della biologia molecolare negli anni '80 e, entro il 1985, diversi gruppi di ricerca stavano cercando attivamente di clonare i cDNA delle subunità dell'inibina dai tessuti gonadici di varie specie. La clonazione delle subunità dell'inibina ha permesso lo sviluppo di immunodosaggi per rilevarne la presenza nel sangue che ne hanno confermato il ruolo a livello endocrino e la sua importanza clinica oltre il sistema riproduttivo.
Il primo immunodosaggio in vivo si basava sulla soppressione dose-dipendente dell'aumento di peso ovarico dopo 24 ore in femmine di ratto stimolate con gonadotropina corionica umana (hCG). Analogamente, nei ratti maschi immaturi orchiectomizzati, la somministrazione di un estratto testicolare ovino grezzo provocava una soppressione dose-dipendente dei livelli plasmatici di FSH entro 3 - 6 ore senza influenzare i livelli di LH.
Successivamente il metodo venne perfezionato al fine di misurare l'inibizione dose-dipendente dell'incremento di peso uterino e dei livelli sierici di FSH indotti da hCG in topi immaturi dopo 24 ore. Tuttavia questi test risultarono poco sensibili e necessitavano di grandi quantità di inibina per produrre un effetto misurabile. Un significativo passo avanti fu lo sviluppo di un bioassay in vitro su cellule dell'ipofisi anteriore che permetteva di valutare l'attività dell'inibina attraverso la soppressione dose-dipendente dell'FSH.
Uno degli sviluppi più significativi è stato il RIA Monash, che utilizzava un antisiero policlonale di coniglio (1989b) contro l’inibina A bovina purificata da 58 kDa, mostrando un'elevata reattività con la subunità α dell’inibina umana. Grazie a questo test, si è potuto definire per la prima volta il pattern di secrezione dell’inibina nel ciclo mestruale umano, dimostrando la sua relazione inversa con i livelli di FSH. Tuttavia, il test era limitato dal fatto che riconosceva esclusivamente la subunità α dell’inibina, senza distinguere tra inibina libera, forme dimeriche o tra inibina A e B.
Successivamente, l’introduzione di anticorpi monoclonali contro le subunità α e β ha permesso lo sviluppo di ELISA specifici per inibina A e B, migliorando notevolmente la comprensione della distribuzione di queste isoforme nel sangue di uomini e donne.

## Caratteristiche strutturali e fisiche

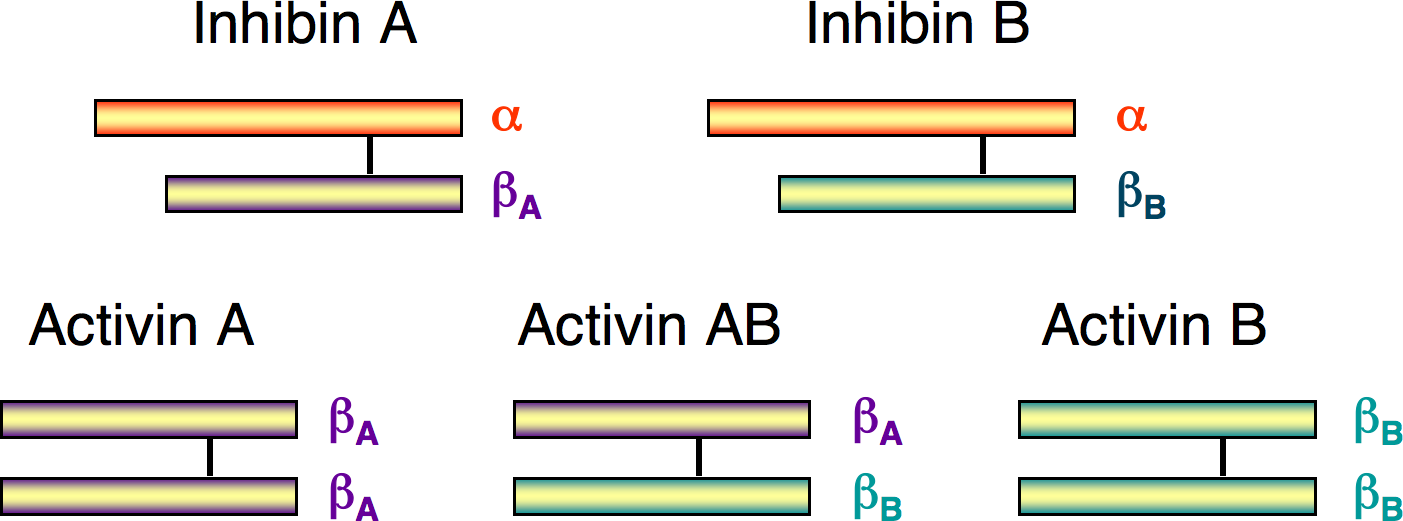
Rappresentazione schematica della struttura delle possibili forme d'inibitina e activina. La linea nera tra le subunità monomeriche rappresenta un ponte disolfuro.

Le inibine sono eterodimeri costituiti da una subunità α comune e da una subunità βA o βB. Diversi gruppi di ricerca hanno isolato varianti di inibina con peso molecolare compreso tra 27 e 120 kDa, dal fluido follicolare e dal siero/plasma di varie specie (ovino, bovino, equino, ratto, primati ed essere umano).
Il precursore della subunità α viene sintetizzato come un propeptide inattivo composto da tre domini: un prodominio di 43 amminoacidi, il dominio αN di 171 amminoacidi e il dominio αC di 134 amminoacidi, separati da due siti di clivaggio in poliarginina. Il clivaggio del precursore produce una proteina di 134 amminoacidi con una massa molecolare di 18 kDa. Anche le subunità βA e βB vengono prodotte da precursori composti rispettivamente da 425 e 407 amminoacidi e hanno masse molecolari corrispondenti a 47 kDa e 45 kDa.
I precursori delle subunità β sono costituiti da un prodominio in posizione N-terminale e da un dominio βA o βB maturo in posizione C-terminale, separati da un sito di clivaggio poliargininico (Arg-XX-Arg o RXXR). Il prodominio della subunità βA svolge un ruolo importante nel ripiegamento, dimerizzazione e secrezione dell'attivina A. La furina, una serina peptidasi associata alla membrana e calcio-dipendente, riconosce la sequenza consenso RXXR ed è coinvolta nella processazione proteolitica dell'inibina. Le subunità βA e βB da 59 kDa subiscono un clivaggio proteolitico dando origine a forme mature di 116 e 115 amminoacidi, rispettivamente, con masse molecolari corrispondenti di 13 kDa. Le subunità βA e βB mature sono identiche per circa il 64%, con una differenza di 42 amminoacidi.
Sia le subunità α mature che quelle βA contengono residui di cisteina fondamentali per i legami disolfuro intra- e intermolecolari, necessari per la stabilità e il ripiegamento delle proteine. Il C-terminale delle subunità βA e βB mature forma un legame disolfuro intersubunitario tramite Cys79 e Cys80, rispettivamente, portando alla formazione di un dimero con una massa molecolare di 26 kDa. Un legame disolfuro intercatena tra Cys80 della subunità βA (Cys79 della subunità βB) e Cys95 della subunità α connette covalentemente le due catene all'interno di un eterodimero.
La subunità α dell'inibina umana presenta due siti di glicosilazione N-linked in Asn268 e Asn302, responsabili dell'eterogeneità di massa molecolare osservata tra inibina A e B. Asn268 è sempre glicosilata, mentre Asn302 è glicosilata in modo differenziale. Studi di mutagenesi sito-diretta hanno dimostrato che la glicosilazione N-linked della subunità α è necessaria per l'assemblaggio e la secrezione dell'inibina. È stato dimostrato che l'eliminazione di questi siti di glicosilazione della subunità α riduce drasticamente la secrezione dell'inibina. In particolare, un residuo di asparagina in posizione 268 è stato identificato come un sito importante coinvolto nel ripiegamento proteico.
Anche i residui idrofobici nelle posizioni Leu30, Phe37 e Leu41 nella proregione della subunità α svolgono un ruolo importante nell'assemblaggio dell'inibina dimerica. Quando questi residui vengono mutati in alanina, l'assemblaggio e la secrezione dell'eterodimero vengono compromessi. È stato anche dimostrato che la mutazione di Ile62, Leu66, Phe329 e Pro341 nel precursore pro-βA previene la produzione di inibina A, suggerendo che questi residui idrofobici sono anch'essi essenziali per l'assemblaggio strutturale di dimeri funzionali.
Gli eterodimeri della subunità αC dell'inibina e della subunità β sono considerati le forme mature della molecola. Gli eterodimeri costituiti dalla subunità α intera e dai suoi prodotti di scissione, insieme alla subunità β, vengono classificati come inibine ad alto peso molecolare e si è dimostrato che hanno attività biologica negli immunodosaggi ipofisari.
Le forme mature di inibina A (αβA) e inibina B (αβB) da 31 kDa sono ampiamente riconosciute per la loro rilevanza biologica. Sebbene gli studi non abbiano dimostrato che le inibine ad alto peso molecolare vengano proteoliticamente trasformate in forme mature da 31 kDa immediatamente prima della loro azione, esperimenti di immunoneutralizzazione condotti sulle pecore con anticorpi contro la regione αN dell'inibina hanno portato a una riduzione della fertilità nelle femmine. Questo suggerisce che le inibine ad alto peso molecolare potrebbero avere un ruolo nella fertilità.
Le isoforme di inibina presenti nel fluido follicolare bovino sono simili a quelle trovate nel siero di pazienti sottoposti a fecondazione in vitro (IVF), con l'eccezione della forma da 29 kDa, e tutte le isoforme sono risultate bioattive.

## Reattività e caratteristiche chimiche
Il test ELISA è sensibile e specifico per le varie subunità delle inibine. Gli ELISA utilizzano anticorpi monoclonali come E4 (anti-βA-subunit) e C5 (anti-βB-subunit) per catturare le proteine, mentre l’anticorpo R1, coniugato con fosfatasi alcalina, viene utilizzata per il rilevamento. Gli ELISA vengono potenziati con trattamenti chimici che aumentano la sensibilità, come l'ossidazione con perossido di idrogeno o l'impiego di un nuovo anticorpo, 46A/F, che ha migliorato la sensibilità dei test fino a 4 pg/mL.
Esiste anche l'ELISA per l’inibina totale, progettato per rilevare tutte le forme di inibina, inclusa la subunità α libera, con applicazioni nella diagnosi di tumori ovarici. Questo test ha sostituito un precedente immunodosaggio αC immunofluorometrico, migliorando la capacità di rilevare diverse forme molecolari dell’inibina nelle donne postmenopausa e con tumori ovarici.

## Biochimica

### Cinetica
Le inibine mature vengono rapidamente rimosse dalla circolazione: l'inibina A ha un'emivita di circa 3 - 6 minuti, mentre l'inibina B di circa 3 minuti.

### Segnalazione
L'inibina è un ormone prodotto dalle gonadi che regola negativamente la produzione di FSH da parte delle cellule dell'ipofisi anteriore e un fattore paracrino che regola la follicologenesi ovarica e la steroidogenesi. Sebbene la via di trasduzione del segnale dell'attivina sia stata ben studiata, i meccanismi di segnalazione dell'inibina e i meccanismi molecolari dell'antagonismo dell'attivina sono ancora un'area di indagine attiva. Il meccanismo più semplice suggerisce che la capacità dell'inibina di antagonizzare l'attivina si basi sulla proporzione di subunità α disponibili e sull'assemblaggio preferenziale di eterodimeri αβ rispetto ai dimeri ββ.
È chiaro che l'antagonismo dell'azione dell'attivina da parte dell'inibina è più complesso e probabilmente coinvolge l'interazione della subunità β dell'inibina con i recettori dell'attivina. In questo modello, l'antagonismo funzionale della segnalazione dell'attivina da parte dell'inibina è ottenuto attraverso il legame competitivo ai recettori di superficie cellulare ActRII e ActRIIB, che successivamente impedisce il reclutamento di ALK4 e l'inizio della cascata di segnalazione intracellulare dell'attivina.
Si è scoperto che quando due residui all'interno della subunità β, necessari per il legame dell'attivina a ActRIIB e la sua attivazione, vengono sostituiti con i corrispondenti residui della subunità α, la capacità di legame e l'attivazione di ActRIIB vengono perse. Quindi, mentre l'attivina si lega a due molecole di ActRIIB in un rapporto 2:1 con le sue subunità β, l'inibina si lega a una singola ActRIIB attraverso la sua singola subunità β.
La regione N-terminale della subunità α dell'inibina interagisce anche con ALK4 e può essere una componente importante del complesso di antagonismo dell'inibina. Poiché l'inibina si lega ai recettori dell'attivina con un'affinità di legame molto inferiore rispetto all'attivina, è stato ulteriormente proposto che proteine ausiliarie o corecettori con alta affinità di legame per l'inibina possano essere necessari per un'efficace segnalazione dell'inibina/antagonismo dell'attivina. Una di queste proteine ausiliarie, il recettore di tipo III del TGFβ, è stata trovata svolgere un ruolo come corecettore dell'inibina nelle linee cellulari ipofisarie.
Il recettore di tipo III del TGFβ, è un grande proteoglicano transmembrana che agisce come corecettore per il TGFβ e le proteine morfogenetiche ossee (BMP). Diversi studi hanno dimostrato che l'attività antagonista competitiva dell'inibina nei confronti del rilascio di FSH mediato dall'activina è potenziata da questo recettore per cui l'inibina ha un'alta affinità (Ki = 0,6 nM). Mentre l'inibina ha una bassa affinità di legame per i recettori ActRII, la cotrasfezione di questo recettore con ActRII o ActRIIB potenzia il legame dell'inibina ai recettori dell'activina.

### Genetica
Nell'uomo, il gene che codifica per la subunità α dell'inibina si trova sul cromosoma 2 (2q33-q36) ed è altamente conservata tra le specie (circa l'85% di omologia di sequenza in bovini, suini e umani). Il gene della subunità α dell'inibina umana è composto da due esoni separati da un introne di 1,7 kb. La regione 5' non codificante della subunità α dell'inibina contiene elementi promotori strettamente regolati e altamente conservati: l'elemento di risposta al 12-O-tetradecanoil forbolo 13-acetato (TRE) e l'elemento di risposta al cAMP (CRE), i siti di legame GATA, i siti di legame del fattore steroideogenico (SF)-1 e gli elementi di legame Smad. Questi siti promotori sono regolati dalle proteine attivatore (AP)-1, AP-2, GATA, Smad3/4 e dalla proteina di legame al cAMP (CREB). Nel topo, sia INHA che INHBB risiedono sul cromosoma 1, mentre INHBA si trova sul cromosoma 13.
Nell'uomo, i geni delle subunità βA e βB si trovano rispettivamente sui cromosomi 7 (7p15-p13) e 2 (2cen-q13) (84). Il gene della subunità βA umana è costituito da tre esoni e una regione intronica di 2,6 kb. La regione non codificante 5' codifica per regioni promotrici conservate, i siti di legame TRE e CRE e i molteplici siti enhancer sono essenziali per la regolazione genica. La regione del promotore contiene la TATA box e diversi potenziali siti di legame per la proteina di specificità 1.
Il gene che codifica per la subunità βB umana è costituita da due esoni separati da un introne di 2,5 kb. In base all'analisi della sequenza del DNA, non sono stati identificati elementi simili a TATA o CAAT, tuttavia, la regione del promotore è ricca di GC, con molteplici siti di legame per la proteina di specificità 1 e tre sequenze CRE. Due mRNA della subunità βB di 3,8 kb e 4,8 kb sono presenti nei tessuti umani, e nel ratto, l'origine è mappata a un sito di inizio trascrizionale alternativo.
L'espressione delle subunità α e βA dell'inibina è avviata dalle RNA polimerasi a livello dei TATA box convenzionali. La subunità βB è priva dell'elemento TATA e di sequenze simili a CAAT, dunque la trascrizione è probabilmente avviata tramite un meccanismo differente. La trascrizione della subunità βB probabilmente coinvolge le regioni ricche di GC del promotore, SP-1 e AP-2. SP-1 può anche modulare l'espressione delle subunità α e βA dell'inibina. Sono stati identificati anche siti di legame GATA nelle regioni promotrici delle subunità α e βA dell'inibina e potrebbero agire come attivatori trascrizionali.
Le subunità α e βB dell'inibina sono espresse nelle cellule di Sertoli e di Leydig nei testicoli. Nelle ovaie, l'espressione delle subunità dell'inibina è stata riscontrata nelle cellule della granulosa e nelle cellule luteali in alcune specie. Negli esseri umani, le subunità dell'inibina sono rilevabili già a 51 giorni di gestazione nelle gonadi embrionali.
Oltre agli organi riproduttivi, l'inibina immunoreattiva è presente in una varietà di tessuti, tra cui le ghiandole surrenali, l'occhio, il polmone, il rene, l'ipofisi e la milza. L'espressione di mRNA delle subunità dell'inibina (α, βA e βB) è stata osservata anche nella placenta, nelle ghiandole surrenali, nel midollo osseo, nel rene, nel midollo spinale e nel cervello. Durante la gravidanza, l'inibina è espressa nella placenta, in particolare le subunità α e βB sono presenti nel sinciziotrofoblasto placentare.

### Regolazione
L'attivazione trascrizionale delle inibine nell'ovaio e nel testicolo è modulata dalle gonadotropine. L'FSH e l'LH aumentano i livelli di cAMP attraverso recettori di membrana accoppiati a proteine G, modulando così numerosi geni bersaglio a valle, inclusi i recettori delle gonadotropine, gli enzimi steroideogenici e le subunità di inibina e activina.
Il promotore della subunità α dell'inibina contiene siti di legame funzionali per il CREB e l'SF-1. Le interazioni dirette tra SF-1 e CREB portano a un sinergismo tra le vie del cAMP e di SF-1. L'attivazione dei recettori accoppiati a proteine G aumenta i livelli intracellulari di cAMP tramite l'attivazione dell'adenilato ciclasi con conseguente aumento del cAMP e all'attivazione della via della protein-chinasi A, culminando nella fosforilazione di CREB. Questa a sua volta stimola la trascrizione dell'inibina attraverso un'interazione mediata da CREB con il CRE nel promotore.
Nuovi coattivatori come il dominio FHL2 interagiscono con i recettori nucleari LRH-1 e SF-1, potenziando il legame di CREB e la segnalazione del cAMP, aumentando così l'espressione genica dell'inibina. Si ipotizza che a bassi livelli di espressione del gene della subunità α dell'inibina, SF-1 e CREB occupino rispettivamente i siti di legame di SF-1 e CRE. Tuttavia, durante lunghi periodi di aumento dei livelli di cAMP, si verifica un passaggio preferenziale a LRH-1 sul sito di legame di SF-1, mediato dalle vie MAPK e della fosfatidilinositolo-3-chinasi.
Molti geni, come quelli per le subunità βA e βB dell'inibina, i recettori FSH e LH, il citocromo P450 con clivaggio della catena laterale e la proteina regolatrice della steroideogenesi, subiscono cambiamenti drammatici nell'espressione durante l'ovulazione e la luteinizzazione. Questi cambiamenti possono essere controllati da modifiche epigenetiche come la metilazione del DNA e la modificazione degli istoni.
In ratti, ovini, bovini e suini, l'espressione della subunità α dell'inibina rimane repressa nel corpo luteo. Nel ratto, LRH-1, SF-1 e CREB mantengono questa repressione. Tuttavia, negli esseri umani, il corpo luteo secerne inibina durante la fase luteale del ciclo mestruale. Il repressore precoce inducibile del cAMP, la proteina CCAAT/enhancer binding β e i recettori nucleari orfani NR4A sono stati implicati nel mantenimento di questa repressione in risposta al picco di LH.
Tuttavia, l'espressione transitoria di questi fattori di trascrizione non spiega la repressione sostenuta nel corpo luteo. La metilazione del DNA e le modificazioni istoniche del promotore prossimale della subunità α dell'inibina sono basse nei follicoli preovulatori e ovulatori, ma aumentano nel corpo luteo. L'aumento della metilazione all'interno del CRE del promotore della subunità α durante la luteinizzazione impedisce a CREB di legarsi a questo sito.
In sintesi, la regolazione trascrizionale delle subunità dell'inibina è complessa e mediata da vari fattori di trascrizione, cofattori e coattivatori. Le esigenze fisiologiche del tipo di cellula/tessuto sono soddisfatte modulando questi fattori per ottenere una risposta appropriata.

## Farmacologia e tossicologia

### Effetti del composto e usi clinici
L'inibina sierica trova applicazione clinica come marcatore diagnostico nello screening prenatale per la sindrome di Down e come marcatore prognostico della riserva ovarica nelle tecnologie di riproduzione assistita.